# Joanna John
Joanna John (ur. 7 listopada 1983 w Częstochowie) – polska artystka audiowizualna, kompozytorka, projektantka. Zajmuje się głównie malarstwem, performansem, fotografią oraz instalacjami dźwiękowymi. Jako muzyk, komponuje muzykę elektroniczną. Zadebiutowała albumem No End, wydanym w 2018 roku przez polską wytwórnię Bocian Records. Drugi album Lynx nagrała z Burkhardem Stanglem. Jest związana z wydawnictwem płytowym – Biophon Records prowadzonym przez Geira Jenssena. Mieszka w Tromsø.

## Dyskografia
- No End (2018) (Bocian Records)
- Lynx (with Burkhardt Stangl) (2019) (Interstellar Records)
- We Are The Alchemy (with Michał Stępień) (2021) (Interstellar Records)

## Nagrody i wyróżnienia
- Wyróżnienie honorowe za film krótkometrażowy Mrowisko[4] w 2014 roku podczas 8. Festiwalu In Out w Centrum Sztuki Współczesnej „Łaźnia” w Gdańsku.